# One Way System
One Way System és una banda anglesa de punk rock formada a Fleetwood, al comtat de Lancashire, l'any 1979.

## Trajectòria
La formació inicial d'One Way System estava formada per Craig Halliday (guitarra), Gavin Whyte (veu), Bob Grant (bateria) i Gaz Buckley (baix). Una versió inicial de la cançó «Jerusalem» es va incloure posteriorment a l'àlbum recopilatori A Country Fit For Heroes, publicat el gener de 1982 i va arribar al número 4 de l'UK Indie Chart. David Ross de la banda de Poulton-Le-Fylde Zyklon B s'hi va unir com a segon guitarrista i el 1981 el segell Lightbeat/Beat The System de Blackpool va publicar l'EP No Entry: A-side Stab The Judge.
El primer disc publicat per One Way System va ser Stab the Judge, costejat per Craig Halliday amb l'herència de la seva àvia. One Way System es va convertir en el primer grup en signar per Anagram Records amb el llançament de l'LP All Systems Go.
Entre 1982 i 1984, la banda va publicar cinc senzills exitosos i dos àlbums que van entrar al Top Ten. Una gira per la costa oest dels Estats Units amb Circle Jerks el 1984 va haver de suspendre's quan el vocalista de Circle Jerks, Keith Morris, es va trencar el coll: Malgrat tot, el grup va aconseguir salvar una concert amb Suicidal Tendencies. El 1985, Gav Whyte va ser substituït a la veu per Andy Gibson provinent de la banda de punk de Preston The Genocides. One Way System va romandre a Anagram Records fins que es van separar a principis de 1986 amb prou cançons escrites per a un tercer àlbum inèdit.
El bateria Tom Couch va estar dos anys amb els UK Subs i des de llavors ha estat considerat com un dels millors bateria punk de tots els temps. One Way System va ressuscitar el 1995 amb Gavin Whyte i reeditant All Systems Go i Writing On The Wall en format CD. L'any 1996, mentre treballava en un nou àlbum, Gavin Whyte va abandonar la banda i va ser reemplaçat pel fan del grup Lee Havok (de nom real Lee Pinkney) i va ser amb aquesta formació que van emprendre una gira pel Japó.

## Discografia

### Àlbums
- All Systems Go (LP, Anagram Records, 1983)
- Writing On The Wall (LP, Anagram Records, 1983)
- The Best of One Way System (CD, Anagram Records, 1995)
- Forgotten Generation (CD, Cleopatra Records, 1996)
- Return In Breizh Live (CD, Visionary Records, 1997)
- Waiting For Zero (CD, GMM, 1999)
- Singles Collection (CD Cherry Red, 2003)
- Gutter Box Album Collection (3 LP-Box, Get Back Records, 1997))
- Car Bombs In Babylon (OWS Records, 2019)